# Nick Wechsler

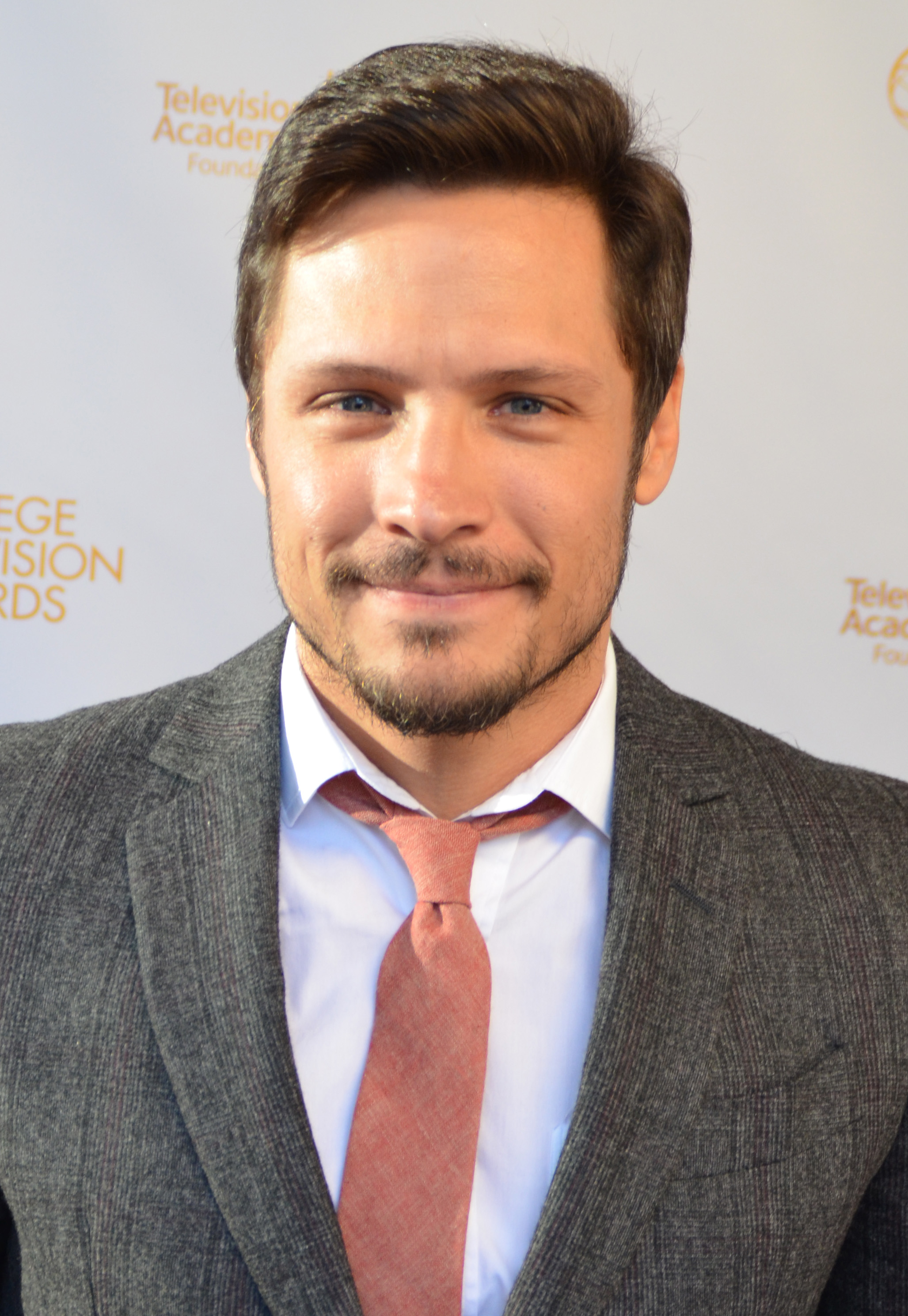
Nick Wechsler (2014).

Nick Wechsler, född 3 september 1978, är en amerikansk skådespelare. Han är bland annat känd för sin roll som "Kyle Valentin" i TV-serien Roswell, och i rollen som "Jack porter" i serien Revenge.
Wechsler framställde den återkommande rollen som Matthew Blaisdel i serien Dynasty 2017–2018.